# زبووتووو
زبووتووو (به لهستانی:  Zybułtowo) یک منطقهٔ مسکونی در لهستان است که در گمینا گرونوالد واقع شده‌است. زبووتووو ۲۹۰ نفر جمعیت دارد و ۲۰۲ متر بالاتر از سطح دریا واقع شده‌است.